# ارتش خلق ویتنام

نشان ارتش ویتنام

ارتش خلق ویتنام (PAVN ؛ ویتنامی: Quân đội Nhân dân Việt Nam)، نیروی نظامی جمهوری سوسیالیستی ویتنام است. PAVN بخشی از نیروهای مسلح ویتنام است و شامل موارد زیر است: نیروی زمینی (شامل نیروهای عقب استراتژیک)، نیروی دریایی، نیروی هوایی، نیروی دفاع مرزی و گارد ساحلی. با این حال، ویتنام یک نیروی زمینی که به‌صورت سازمانی جدا باشد؛ ندارد. 